# Huang Qi
Huang Qi (Chinesisch: 黃琦; Pinyin: Huáng Qí, geboren am 7. April 1963) ist ein chinesischer Webmaster und Menschenrechtler. Er ist zusammen mit seiner Frau Zeng Li der Mitbegründer des Tianwang-Zentrums für vermisste Personen (später umbenannt in Tianwang-Menschenrechtszentrum). Anfangs war die Aufgabe der Organisation, dem Menschenhandel entgegenzutreten, der in den späten 1990er Jahren zu einem zunehmenden Problem geworden war; doch später wurde diese zu einer Kampagne gegen Menschenrechtsverletzungen erweitert. Huang ist der Besitzer und Webmaster der Website 64Tianwang, die ursprünglich dazu gedacht war, Nachrichten über Menschen zu veröffentlichen, die in der Volksrepublik China verschwunden waren.
Huang wurde von Juni 2000 bis Juni 2005 von der Regierung eingesperrt und erneut im Juli 2008 wegen „illegalen Besitzes von Staatsgeheimnissen“ verhaftet, nachdem er den Opfern des Erdbebens in Sichuan geholfen hatte. Im November 2009 wurde er zu drei Jahren Gefängnis verurteilt. In den Medien wurde Huang später als politischer Gefangener beschrieben, und Amnesty International beschrieb ihn als Opfer ungenauer Staatsgeheimnisgesetze. 2019 wurde er zu zwölf Jahren Gefängnis verurteilt.

## Website 64Tianwang
Huang und seine Frau Zeng Li aus Chengdu in der Provinz Sichuan hatten im Juni 1998 die Website 64Tianwang eingerichtet, um Fälle von Menschenhandel und Informationen vermisster Personen zu veröffentlichten. Huang verwaltete die Website; half dabei, über ihren Inhalt zu entscheiden, und untersuchte aktiv Fälle, wodurch er dabei helfen konnte, mehrere Mädchen aus dem Menschenhandel zu befreien. Er fuhr fort, bis Ende 2000 weitere Artikel zu veröffentlichen, in denen er aufdeckte, wie Regierungsbeamte Leute ausbeuteten. Darunter befand sich der Tod eines 15-jährigen Jungen und der Fall eines Falun-Gong-Anhängers. Die Polizei versuchte Huangs Website aus dem Netz zu nehmen, aber er verlegte diese rechtzeitig auf einen Server in den Vereinigten Staaten.
Huang wurde Ende 2000 unter dem Vorwurf der „Aufhetzung zur Subversion“ verhaftet und zu fünf Jahren Gefängnis verurteilt. Bald nach seiner Freilassung im Jahr 2005 fuhr er fort, ähnliche Inhalte auf seiner Website zu veröffentlichen, so wie er es vor seiner Verhaftung getan hatte. Dies gelang ihm bis Juni 2008, als er unter dem Vorwurf des „illegalen Besitzes von Staatsgeheimnissen“ verhaftet wurde. Die Verhaftung geschah kurz nachdem er einen Artikel im Auftrag der Eltern von Schulkindern veröffentlicht hatte, die beim Erdbeben in Sichuan 2008 gestorben waren, und eine Untersuchung über den Bau der Schulen forderte.

## Inhaftierung

### Anfang der 2000er Jahre
Huang wurde am 3. Juni 2000 festgenommen – am Tag vor dem 11. Jahrestag der Proteste auf dem Tian’anmen-Platz im Jahr 1989 – und angeklagt, auf seinen Internetseiten Artikel über die Proteste von Dissidenten, die im Ausland leben, veröffentlicht zu haben. Die Website wurde von der Unabhängigkeitsbewegung der Uiguren in dem Autonomen Gebiet Xinjiang und von Falun Gong genutzt.
Huang wurde im Juli 2000 in der Haftanstalt Nr. 1 in Chengdu eingesperrt. Ehemalige Zellengenossen berichteten, dass Huang regelmäßig geschlagen worden sei und ihm Medikamente, die er brauchte, vorenthalten wurden. Huang wurde schließlich im August 2001 wegen „Subversion“ und den Artikeln 55, 56, 103 und 105 angeklagt und im August 2001 vom Mittleren Volksgericht in Chengdu im Geheimen der Prozess gemacht. Huang wurde ohne Verurteilung bis zum 9. Mai 2003 eingesperrt, danach zu fünf Jahren Gefängnis verurteilt. Amnesty International bezeichnete ihn als politischen Gefangenen, der „für die friedliche Ausübung seines Rechts auf freie Meinungsäußerung und Vereinigung eingesperrt wurde“ und forderte seine sofortige Freilassung.

### 2005
Am 4. Juni 2005 wurde Huang Qi nach Beendigung seiner Haftstrafe aus dem Gefängnis entlassen. Er erklärte Radio Free Asia, dass er seine Website wieder aufnehmen wolle, die der Erinnerung an das Massaker 1989 auf dem Tian’anmen-Platz gewidmet sei. „Ich werde mein Bestes tun“, so Huang, „um die Tianwang-Website wieder aufzunehmen. Als sie zum ersten Mal etabliert wurde, war sie nur für sehr wenige Menschen, aber ich weiß jetzt, dass es viele Gleichgesinnte gibt.“

### Erdbeben in Sichuan
Nach dem Erdbeben in Sichuan im Jahr 2008 unterstützte er Hilfsaktionen und reagierte auch auf Anfragen der Eltern, die Unterstützung bei Fragen und Beschwerden über den Zusammenbruch der Schulgebäude benötigten. Huang veröffentlichte ihre Forderungen als Artikel auf seiner Website. Eine Woche später, am 10. Juni, wurde er von Polizisten in Zivil in Chengdu mit dem Vorwurf „Verdacht auf illegalen Besitz von Staatsgeheimnissen“ verhaftet. Dies ist eine ungenaue Anklage, die von der chinesischen Regierung oft benutzt wird, um resolut gegen Dissidenten vorzugehen. Eine offizielle Ankündigung seiner Verhaftung erfolgte erst am 18. Juli 2008. Im November 2009 wurde Huang zu drei Jahren Haft verurteilt, weil in seinem Haus Dokumente von zwei Städten gefunden wurden. Das Gericht wurde von der Polizei schwer bewacht, nur Huangs Ehefrau und seine Mutter durften der Verhandlung beiwohnen. Huangs Rechtsanwälte konnten wegen der kurzfristigen Benachrichtigung nicht teilnehmen. Es wird erwartet, dass Huang gegen das Urteil Berufung einlegt, eine Kaution wurde jedoch abgelehnt.
Menschenrechtsorganisationen verurteilten das Gerichtsurteil und die „unmenschliche Behandlung“ von Huang im Gefängnis. Amnesty International berichtete, dass Huang während seiner Haft lange Zeit verhört und ihm der Schlaf entzogen wurde. Huangs Familie sagte, dass sich seine Gesundheit in der Haft schnell verschlechtert habe und er keine ausreichende medizinische Versorgung erhalte. Einer seiner Anwälte erwähnte, dass bei ihm während seiner Haftzeit zwei Tumore diagnostiziert wurden, einer im Magen und einer in der Brust. Am 7. November hatte das Repräsentantenhaus der Vereinigten Staaten eine nahezu einstimmige Resolution verabschiedet, die die Freilassung der Aktivisten Huang Qi und Tan Zuoren forderte.
Im Anschluss an die Verhaftung von Huang hatte der Menschenrechtsaktivist und Gelehrte Liu Dan auf Huangs 64Tianwang-Website einen Artikel veröffentlicht, in dem er die Ideologie der „Harmonischen Gesellschaft“ des chinesischen Präsidenten Hu Jintao verurteilte, indem er sagte, dass dies eine „Täuschung“ angesichts Huang Qis Verurteilung sei. Liu schrieb, dass Hus Regierung jeden Menschen zum Schweigen bringe, dessen Ansichten sich von der der Parteilinie unterscheiden, ob diese Meinung von externen Elementen (Zensur von Dissidenten), ausländischen Elementen (das Löschen der Nachrichten über die Bürgerversammlung von US-Präsident Barack Obama) oder aber innerhalb des chinesischen politischen Systems selbst (Entfernen der Aufforderungen des Premiers Wen Jiabao nach größeren Freiheiten in den Xinhua-Schriften) stammen. Huang wurde 2011 nach Beendigung seiner Haftzeit freigelassen.

## Gegenwart
Reporter ohne Grenzen (ROG) berichtete, dass Huang Qi am 24. Oktober 2016 von der Polizei in der südwestchinesischen Provinz Sichuan vorübergehend festgenommen wurde, die ihn zu Beiträgen seiner Website 64Tianwang befragte, insbesondere zu Artikeln über Xi Jinping. Es wurde versucht, Huang zu zwingen, in einer Erklärung auszusagen, dass einige seiner Artikel falsch seien. Laut ROG sollen chinesische Behörden Blogger und Menschenrechtsaktivisten oftmals vor großen politischen Ereignissen verhaften lassen, um eine Berichterstattung über unerwartete Proteste zu verhindern. Am Tag von Huangs Verhaftung begann das viertägige Plenum des Zentralkomitees der Kommunistischen Partei Chinas, das einmal jährlich zusammentrifft.
Im Sommer 2019 wurde Huang Qi wegen „Verbreitung von Staatsgeheimnissen“ zu zwölf Jahren Gefängnis verurteilt sowie zum Entzug seiner politischen Rechte für vier Jahre.

## Auszeichnungen
- Reporter ohne Grenzen verlieh Huang Qi im Jahr 2004 den Cyber-Freedom-Preis.[2]
- Zum internationalen Tag der Pressefreiheit am 3. Mai 2014 wurde er von Reporter ohne Grenzen mit dem Preis „Helden der Informationsfreiheit“ gewürdigt.[17]
- Seine Webseite 64Tianwang wurde für den Preis der Pressefreiheit 2016 nominiert, den Reporter ohne Grenzen jährlich vergibt.[15]

## Weblink
- Tianwang Human Rights Center